# Кварт из Капуи
Кварт (ок. 400 года) — священномученик, епископ из Капуи. Дни памяти — 10 мая, 7 июля и 11 ноября.
Святой Кварт, а также Квинт, Евр и Пард пострадали на Латинской дороге в Риме. там они и почитаются. Нет полной уверенности в том, что Кварт был епископом Капуи.
В средние века мощи свв. Кварта и Квинта прибыли в Эльванген (Ellwangen), где они стали почитаться покровителями тамошнего монастыря.